# 姐冒乡
姐冒乡是云南省德宏傣族景颇族自治州盈江县曾经下辖的一个乡，驻地在弄勐村公所姐冒街，傣族、汉族是乡内主要民族:1093-1094。姐冒乡已于2005年撤销。

## 历史
1975年，弄璋公社的6个大队（弄勐、姐木、边府、芒线、芒面、南多）分出成立姐冒公社。1984年4月盈江县废人民公社体制，开始设区建乡体制改革，成立姐冒区。1987年10月，盈江县施行区乡体制改革，姐冒区改为姐冒乡。:94-952005年10月，姐冒乡撤销，辖区并入弄璋镇:2616。

## 地理
姐冒乡位于盈江县县城的西南方，乡境东部、南部为山区，西部、北部属大盈江东岸坝区。姐冒乡的西南部与缅甸接壤，国境线长11千米，北、东、南依次与芒允乡、弄璋镇和陇川县接壤，大盈江是其与芒允乡的边界。全乡面积180.61平方千米，共有耕地29,936亩，人均耕地2.23亩。姐冒乡的坝区属亚热带气候，年均气温19℃，年降雨量1,600毫米。最高点岗房梁子海拔1,787米，乡政府驻地海拔805米。旅游景点虎跳石位于乡西南的大盈江畔，国营盈江农场芒线分场位于乡内。:101-102

## 行政区划
姐冒乡下辖以下地区：
弄勐村、姐目村、南多村、边府村、芒线村、芒面村和古里卡村。:589-592